# Kira Marie Peter-Hansen
Pour les articles homonymes, voir Peter et Hansen.
Kira Marie Peter-Hansen, née le 23 février 1998 à Frederiksberg, est une femme politique danoise, membre du Parti populaire socialiste. Elle est élue députée européenne en 2019 et siège au sein du groupe des Verts/Alliance libre européenne. Élue à 21 ans, elle est à ce jour la plus jeune députée européenne au moment de l'élection.

## Biographie
Kira Marie Peter-Hansen est candidate sur la liste du Parti populaire socialiste pour les élections européennes de 2019 et arrive troisième parmi les candidats de son parti, qui ne remporte que deux sièges. Après l'élection, Karsten Hønge, second sur la liste, décide de ne pas siéger pour se concentrer sur sa réélection au Folketing, permettant à Peter-Hansen d'être élue au Parlement européen. Durant son premier mandat, elle est membre de la commission de l'emploi et des affaires sociales et de la commission des affaires économiques et monétaires, dont elle est vice-présidente de la sous-commission des affaires fiscales après sa création 2020.
Elle est désignée tête de liste pour son parti lors des élections européennes de 2024, après que Margrete Auken, tête de liste lors des précédentes élections, ait annoncé ne pas se représenter. Sa liste remporte l'élection avec 17,4 % et trois sièges au Parlement européen. Après le scrutin, elle est élue parmi les vices-présidents du groupe écologiste du Parlement. Lors de son second mandat, elle reste également la vice-présidente de la sous-commission des affaires fiscales et siège à la commission des affaires économiques et monétaires et à la commission des affaires juridiques.